# Lilli Hollein
Lilli Hollein (* 21. Juli 1972 in Wien als Karoline Hollein) ist eine österreichische Kuratorin, Kulturmanagerin und Designexpertin. Sie war bis Ende April 2021 Direktorin des von ihr mitgegründeten Designfestivals Vienna Design Week, das seit 2007 jährlich im Herbst in Wien stattfindet. Zum 1. September 2021 übernahm Lilli Hollein die Generaldirektion des Museums für angewandte Kunst (MAK) in Wien.

## Leben
Lilli Hollein wurde 1972 als Karoline in Wien geboren. Ihre Mutter ist Modezeichnerin Helene Hollein, ihr Vater war der Architekt und Pritzker-Preisträger Hans Hollein. Ihr Bruder ist Max Hollein, Direktor des Metropolitan Museum of Art in New York. Lilli Hollein studierte zunächst an der Universität Wien Psychologie (1991 bis 1993) und hat von 1993 bis 1999 an der Universität für Angewandte Kunst Wien (heute: Angewandte) Industriedesign studiert. 1999 verfasste sie ihre Magisterarbeit (Mag. art.) zum Thema „Exhibition System“. Von 1996 bis 2000 schrieb Hollein für die österreichische Tageszeitung Der Standard zu den Themen Architektur und Design, von 2000 bis 2004 drehte sie für den ORF TV-Features zu diesen Themen.
1992 bis 1995 war Hollein Projektmanagerin in der Architekturgalerie Maculan in Wien. Zwischen 1995 und 2006 arbeitete sie an Ausstellungsprojekten als Projektmanagerin, Koordinatorin und Kuratorin. Von ihr kuratierte Ausstellungen wurden unter anderem in der Galerie Aedes Berlin, dem Looshaus Wien und der Kunsthalle Krems gezeigt und beschäftigten sich mit der Designbewegung Memphis und der jüngeren österreichischen Architekturszene.
2007 war Lilli Hollein Kommissärin des österreichischen Beitrags auf der Architekturbiennale São Paulo.
2007 gründete Lilli Hollein gemeinsam mit Tulga Beyerle und Thomas Geisler als „Neigungsgruppe Design“ die Vienna Design Week, Österreichs größte Designveranstaltung. Von November 2013 bis Ende April 2021 leitete Hollein die Vienna Design Week alleine.
Am 26. April 2021 wurde Hollein von Kulturstaatssekretärin Andrea Mayer als Generaldirektorin und künstlerische Geschäftsführerin des Museums für Angewandte Kunst Wien benannt. Ihr Amt hat sie seit 1. September 2021 inne. Zum kuratorischen Programm das MAK siehe unten, ein offener Zugang zeigt sich auch durch die Öffnung des Kunstrasens. Ebenfalls 2021 wurde die Abteilung Digitales MAK ins Leben gerufen.
Von der New Design University St. Pölten wurde Lilli Hollein am 20. Oktober 2022 zur Honorarprofessorin ernannt.
Für die Funktionsperiode 2023 bis 2028 wurde sie Mitglied des Universitätsrates der Universität für angewandte Kunst Wien.

## Wirken
Lilli Hollein war unter anderem Juryvorsitzende zur österreichischen Teilnahme an den Expos Mailand (2014) und Kasachstan (2015). Von 2010 bis 2013 war sie Jurypräsidentin von „KÖR – Kunst im öffentlichen Raum“, Wien. Von 2005 an ist sie Jurymitglied bei der Wirtschaftsagentur Wien. Sie war Kuratoriums-Vorsitzende des MAK-Museum für Angewandte Kunst Wien und ist Kuratoriums-Mitglied des Museums für moderne Kunst Wien Mumok. Von 2015 bis 2019 war Lilli Hollein Präsidentin von ADN – Austria Design Net, einem Zusammenschluss von Museen und Institutionen für Design in Österreich.
Das 2007 von Lilli Hollein mitbegründete und kuratierte Wiener Designfestival Vienna Design Week mit jährlich annähernd 200 Veranstaltungen und 40.000 Besucherinnen und Besuchern fördert ein neues Bewusstsein für Design in Form von Ausstellungen, Workshops, partizipativen Projekten, Talks, Kooperationen und Führungen in ganz Wien. Es will Entstehungs- und Produktionsprozesse zeigen und auch experimentelle Arbeiten nationaler und internationaler Designer vor Ort initiieren.

## Kuratorische Leistungen im MAK seit 2021
Seit ihrem Amtsantritt im MAK verantwortete Hollein mehrere programmatische Ausstellungen, darunter:
- „The Fest. Zwischen Repräsentation und Aufruhr“ (2022/23)
- „Missing Link. Strategien einer Wiener Architekt*innengruppe 1970–1980“ (2022)
- „STERNE, FEDERN, QUASTEN. Die Wiener-Werkstätte-Künstlerin Felice Rix-Ueno (1893–1967)“ (2023/24)
- „PROTEST/ARCHITEKTUR. Barrikaden, Camps, Sekundenkleber“ (2024)
- „Dagobert Peche: PECHE POP“ (2024/25)

## Würdigungen / Auszeichnungen
Im Oktober 2022 wurde Lilli Hollein zur Honorarprofessorin an der New Design University St. Pölten ernannt.
Für ihr Engagement wurde sie mehrfach ausgezeichnet, darunter mit dem Österreichischen Staatspreis Design (als Teil des Organisationsteams der Vienna Design Week). 2024 wurde Lilli Hollein der Vienna Art Award 2024 in der Kategorie „Museumswesen“ vom Landesgremium für Kunst-, Antiquitäten- und Briefmarkenhandel der Wirtschaftskammer Wien verliehen.

## Mitgliedschaften und Funktionen
Sie ist Mitglied im Universitätsrat der Universität für angewandte Kunst Wien für die Funktionsperiode 2023–2028.
Darüber hinaus ist sie in mehreren beratenden Gremien und Beiräten tätig, darunter im Kuratorium des Museums moderner Kunst Stiftung Ludwig Wien (mumok) sowie in kultur- und designpolitischen Fachjurys in Österreich.

## Publikationen
- Lilli Hollein: Memphis – Kunst/Kitsch/Kult – Eine Designbewegung verändert die Welt. Verlag Der Apfel, Wien 2002, ISBN 978-3-85450-715-4.
- Lilli Hollein und Ian Chambers (Hg.): Urbanism – for sale. feld72. Springer, Wien, 2007, ISBN 978-3-211-75783-3.
- Lilli Hollein und Tina Thiel (Hg.): Stadtarbeit: Ten Years of Design Featuring the City. Verlag Umstaetter, Wien 2017, ISBN 978-3-9504266-0-1.
- Lilli Hollein, Janina Falkner, Christian Michlits: Nachhaltige Kriseninterventionen des MAK (Museum für angewandte Kunst) in: K. Sigl (Hg.), Nachhaltigkeit und Digitalisierung – (k)ein unternehmerisches Dilemma, Berlin 2023, S. 295–298.
- Lilli Hollein, Rainald Franz, Timothy Wilson, (Hg.): Tin‑Glaze and Image Culture: The MAK’s Maiolica Collection in Its Wider Context, Stuttgart/Wien 2022, ISBN 978‑3‑89790‑592‑3
- Lilli Hollein, Sebastian Hackenschmidt (Hg.): Missing Link: Strategies of a Viennese Architecture Group 1970–1980, MAK/Birkhäuser, Basel/Wien 2022, ISBN 978‑3‑0356‑2690‑4
- Lilli Hollein, Brigitte Felderer, Anne-Katrin Rossberg (Hg.): The Fest / Zwischen Repräsentation und Aufruhr, MAK/Birkhäuser, Basel/Wien 2023, ISBN 978‑3‑0356‑2692‑8
- Lilli Hollein, Anne-Karin Rossberg (Hg.): Stars, Feathers, Tassels: The Wiener Werkstätte Artist Felice Rix‑Ueno (1893–1967), MAK/Birkhäuser, Basel/Wien 2023, ISBN 978‑3‑0356‑2840‑1
- Lilli Hollein, Claudia Cavallar, Anne-Katrin Rossberg (Hg.): PECHE POP. Dagobert Peche und seine Spuren in der Gegenwart, MAK/Verlag der Buchhandlung Walther und Franz König, Köln/Wien 2024
- Lilli Hollein, Bärbel Vischer, Bärbel (Hg.): ICONIC AUBÖCK. Eine Werkstätte formt den österreichischen Designbegriff, Birkhäuser, Basel/Wien 2024, ISBN 978‑3‑0356‑2905‑7
- Lilli Hollein, Sebastian Hackenschmidt, Marlies Wirth, Georg Schnitzer, Peter Umgeher (Hg.): AUT NOW. 100 x Österreichisches Design für das 21. Jahrhundert, MAK/Birkhäuser, Basel/Wien 2024, ISBN 978‑3‑0356‑2935‑4
- Lilli Hollein, Mio Wakita‑Elis (Hg.): Falten / Folds, König, Köln 2024, ISBN 978‑3‑7533‑0732‑9
- Oliver Elser, Anna-Maria Mayerhofer, Sebastian Hackenschmidt, Jenniger Dyck, Lilli Hollein et al. (Hg.): Protestarchitektur. Barrikaden, Camps, raumgreifende Taktiken 1830–2023, Park Books, Zürich/Wien 2023, ISBN 978‑3‑03860‑334‑4